# Johann Carl Grün
Johann Carl Grün (* 7. Januar 1819 in Niederscheld (Stadt Dillenburg); † 15. Dezember 1889 in Dillenburg) war ein deutscher Unternehmer und Abgeordneter des Provinziallandtages der Provinz Hessen-Nassau.

## Leben
Johann Carl Grün war der Sohn des Kürschners Johann Christian Grün (* 1800 in Driedorf-Heiligenborn) und dessen Ehefrau Margarethe Philippine Willkomm.
Bis 1833 besuchte er das Pädagogium in Dillenburg und gründete 1842 in seiner Heimatstadt eine Handelsgesellschaft für Kolonialwaren. 1862 folgte die Eröffnung eines „Manufaktur-, Spezerei-, Kurzwaren-, Glas-, Porzellan-, Garne-, Wolle- und Inkassogeschäfts“.
1866 kaufte er in Haiger zwei Papiermühlen und weitere Eisensteingruben im Scheldertal. 1872 erwarb er die im Schelder Wald gelegene Schelderhütte mitsamt den dazugehörigen Erzgrubenfeldern und stieg damit in den Kreis der Hüttenbesitzer im Lahn-Dill-Raum auf. Der Eisensteinbergbau und das Hüttenwesen waren die wichtigsten Zweige des Montanwesens, vor allem diejenigen Betriebe, die im Lahn-Dillgebiet auf der Basis von Roteisenstein betrieben wurden.
Er war verbandspolitisch aktiv und in den Jahren von 1865 bis 1884 der erste Präsident der neu gegründeten Industrie- und Handelskammer Dillenburg.
In der Kommunalpolitik wurde er Mitglied des Dillenburger Bürgerausschusses sowie des Gemeinderates und engagierte sich in der Nationalliberalen Partei.
In den Jahren von 1872 bis 1889 war er Mitglied des Kommunallandtags Nassau des preußischen Regierungsbezirks Wiesbaden bzw. des Provinziallandtages der Provinz Hessen-Nassau. In den Parlamenten, in denen er bis 1874 für Friedrich Daniel Treupel seinen Sitz hatte, war er Mitglied des Finanz-, Rechnungsprüfungs- und Wegebauausschusses. Ebenso gehörte er dem Landesausschuss an. Im 16. Kommunallandtag (1880–1884) war Grün nicht anwesend.
Grün war mit Marie Bücking (1825–1897) verheiratet. Aus der Ehe ging der Sohn Carl (1851–1916), dem er 1879 sein Unternehmen übertrug, hervor.